# Косма Раймонді
Косма Раймонді (італ. Cosma Raimondi; Кремона, 1400 — Авіньйон, 1435) — італійський гуманіст, перекладач.

## З біографії
Збереглося дуже мало свідчень про життя і творчість Косми Раймонді. Відомо, що він був учнем Гаспаріно Барціцци (1360—1431).
Прославився тим, що допоміг розшифрувати важливий рукопис риторичних творів Цицерона і написав відомий твір на захист Епікура: «Послання до Амброджо Тіньозі на захист Епікура від стоїків, академіків і перипатетиків» (1429). Вважався одним з перших епікурейців нового часу.
Покинувши Італію, він переїхав до Авіньйону, де у 1435 році покінчив життя самогубством.